# El Puerto, Angangueo
El Puerto är en ort i Mexiko.   Den ligger i kommunen Angangueo och delstaten Michoacán de Ocampo, i den södra delen av landet, 120 km väster om huvudstaden Mexico City. El Puerto ligger 2 895 meter över havet och antalet invånare är 162.
Terrängen runt El Puerto är huvudsakligen kuperad, men norrut är den bergig. Terrängen runt El Puerto sluttar brant västerut. Runt El Puerto är det ganska tätbefolkat, med 222 invånare per kvadratkilometer. Närmaste större samhälle är Heróica Zitácuaro, 18,5 km söder om El Puerto. I omgivningarna runt El Puerto växer i huvudsak blandskog.